# Wielka czwórka (powieść)
Wielka czwórka (ang. The Big Four) – powieść kryminalna Agathy Christie z 1927 roku. Występuje w niej Herkules Poirot.

## Historia publikacji
Powieść ukazała się w Wielkiej Brytanii 27 stycznia 1927 roku, a jej podstawą była seria 12 opowiadań (rozdziałów) pod wspólnym tytułem The Man Who Was Number Four opublikowanych w magazynie The Sketch pomiędzy 2 stycznia a 19 marca 1924 roku. Zaadaptowanie cyklu na pełną – zawierającą 18 rozdziałów, by nie stanowiła oczywistego zbioru opowiadań – powieść zasugerował pisarce szwagier, dramaturg Campbell Christie.
W 2016 roku oryginalne opowiadania z The Sketch ukazały się po raz pierwszy w formie książkowej w zbiorze zatytułowanym The Big Four w ramach serii The Detective Club wydawnictwa HarperCollins.

## Fabuła
„Wielka Czwórka” jest to organizacja przestępcza, na której czele stoją cztery wpływowe w świecie osoby. Grupa ta ma odpowiadać za wzmożony rozwój przestępstwa na całej kuli ziemskiej i nawet żaden ze światowych rządów nie jest w stanie się jej przeciwstawić. Wydaje się, że jeśli ktoś nie położy temu kresu, Wielka Czwórka obejmie władzę nad całym światem, wprowadzając powszechny terror i przestępczość.
Działalność Wielkiej Czwórki postanawia ukrócić jeden człowiek - światowej sławy detektyw, Herkules Poirot, mając do pomocy przybyłego właśnie do kraju swojego wiernego przyjaciela, Arthura Hastingsa, wojskowego w stanie spoczynku. Razem zaczynają zbierać informację na temat Wielkiej Czwórki. Udają się w tym celu do niejakiego pana Inglesa – biznesmena, o którym mówi się, że zna wszystkich wpływowych ludzi i jest kopalnią informacji. Ten jednak zna tylko jedno z czterech nazwisk przestępców. Numerem Pierwszym okazuje się być bogaty Chińczyk, Li Chang Yen.
Poirot i Hastings, przeżywając wiele niebezpiecznych przygód i niejeden raz patrząc śmierci w oczy, odkrywają, że Numerem Drugim jest wpływowy biznesmen, a Numerem Trzecim – kobieta, światowej sławy naukowiec, specjalistka w chemii i fizyce, potencjalna następczyni samej Marii Skłodowskiej-Curie, pretendująca do Nagrody Nobla.
Numer Czwarty wciąż pozostaje nieuchwytny. Poirot podejrzewa na początku, że jest nim ekscentryczna rosyjska hrabina, Vera Rossakoff, będąca na usługach Wielkiej Czwórki. Okazuje się jednak, że jest to mężczyzna – niespełniony były aktor. Jest on najbardziej niebezpieczny spośród szefów Wielkiej Czwórki, a jego zadaniem jest eliminowanie niewygodnych osób, co też z powodzeniem robi ze wszystkimi, którzy próbują pomóc Poirotowi. Wkrótce nawet sam Poirot staje się jego celem.

## Zakończenie
Książka kończy się szczęśliwie – za sprawą Poirota, Numer Drugi, Numer Trzeci i Numer Czwarty giną w wybuchu, próbując skonstruować niebezpieczną dla świata broń. Na tę wieść, w dalekich Chinach, Numer Pierwszy popełnia samobójstwo. Teraz świat staje się wolny od działania zbrodniczej organizacji.